# Coppa Italia 2021-2022 (rugby a 15)
La Coppa Italia 2021-22 fu la 34ª edizione della Coppa Italia di rugby a 15.
Si tenne dall’11 settembre 2021 al 16 aprile 2022 tra 10 squadre con la formula dei due gironi e incontro di finale tra le vincitrici di ciascuno di essi.
Le squadre partecipanti furono le stesse del TOP10 2021-22 e furono suddivise in due gironi paritetici per prossimità geografica.
A vincere i due gironi furono Petrarca di Padova e Fiamme Oro di Roma; la finale si tenne in campo neutro allo stadio Sergio Lanfranchi e la sua direzione fu affidata a Clara Munarini, della sezione arbitrale di Parma; si trattò della prima volta di una donna alla direzione della gara di assegnazione di un trofeo nazionale maschile seniores.
Il trofeo fu appannaggio della squadra padovana, vittoriosa 23-11 sulla formazione della Polizia di Stato; per il Petrarca si trattò della sua terza affermazione, mentre per le Fiamme Oro fu la settima finale nel torneo, che in precedenza aveva vinto 4 volte tra il 1967 e il 1972.

## Squadre partecipanti
| Girone A                  | Girone B          |
| ------------------------- | ----------------- |
| Lyons (Piacenza)          | Calvisano         |
| Mogliano                  | Colorno           |
| Petrarca (Padova)         | Fiamme Oro (Roma) |
| Valorugby (Reggio Emilia) | S.S. Lazio (Roma) |
| Viadana                   | Rovigo            |

## Fase a gironi

### Girone A
| Data              | Incontro             | Risultato |
| ----------------- | -------------------- | --------- |
| 11 settembre 2021 | Lyons — Valorugby    | 17-43     |
| 11 settembre 2021 | Petrarca — Mogliano  | 61-5      |
| 18 settembre 2021 | Mogliano — Lyons     | 42-26     |
| 18 settembre 2021 | Viadana — Petrarca   | 12-48     |
| 8 gennaio 2022    | Lyons — Petrarca     | 0-20      |
| 8 gennaio 2022    | Valorugby — Viadana  | 20-0      |
| 15 gennaio 2022   | Mogliano — Viadana   | 0-20      |
| 15 gennaio 2022   | Petrarca — Valorugby | 27-17     |
| 22 gennaio 2022   | Valorugby — Mogliano | 20-0      |
| 22 gennaio 2022   | Viadana — Lyons      | 20-0      |

#### Classifica
|  |    | Squadra   | G | V | N | P | PF  | PS  | P±  | B | Pt |
|  | -- | --------- | - | - | - | - | --- | --- | --- | - | -- |
|  | 1. | Petrarca  | 4 | 4 | 0 | 0 | 156 | 34  | 122 | 4 | 20 |
|  | 2. | Valorugby | 4 | 3 | 0 | 1 | 100 | 44  | 56  | 3 | 15 |
|  | 3. | Viadana   | 4 | 2 | 0 | 2 | 52  | 68  | −16 | 2 | 10 |
|  | 4. | Mogliano  | 4 | 1 | 0 | 3 | 47  | 127 | −80 | 1 | 5  |
|  | 5. | Lyons     | 4 | 0 | 0 | 4 | 43  | 125 | −82 | 0 | 0  |

### Girone B
| Data              | Incontro               | Risultato |
| ----------------- | ---------------------- | --------- |
| 11 settembre 2021 | Colorno — Fiamme Oro   | 15-49     |
| 11 settembre 2021 | Lazio — Calvisano      | 22-47     |
| 18 settembre 2021 | Calvisano — Colorno    | 21-23     |
| 18 settembre 2021 | Fiamme Oro — Rovigo    | 20-20     |
| 8 gennaio 2022    | Fiamme Oro — Lazio     | 20-0      |
| 8 gennaio 2022    | Rovigo — Colorno       | 37-26     |
| 15 gennaio 2022   | Colorno — Lazio        | 53-15     |
| 15 gennaio 2022   | Rovigo — Calvisano     | 12-22     |
| 22 gennaio 2022   | Lazio — Rovigo         | 19-26     |
| 22 gennaio 2022   | Calvisano — Fiamme Oro | 34-34     |

#### Classifica
|  |    | Squadra    | G | V | N | P | PF  | PS  | P±  | B | Pt |
|  | -- | ---------- | - | - | - | - | --- | --- | --- | - | -- |
|  | 1. | Fiamme Oro | 4 | 2 | 2 | 0 | 123 | 69  | 54  | 3 | 15 |
|  | 2. | Calvisano  | 4 | 2 | 1 | 1 | 124 | 91  | 33  | 2 | 12 |
|  | 3. | Rovigo     | 4 | 2 | 1 | 1 | 95  | 87  | 8   | 2 | 12 |
|  | 4. | Colorno    | 4 | 2 | 0 | 2 | 117 | 122 | −5  | 2 | 10 |
|  | 5. | S.S. Lazio | 4 | 0 | 0 | 4 | 56  | 146 | −90 | 2 | 2  |

## Finale
| Arbitro: | Clara Munarini (Parma) |

| |              | |
| Nostran 65’ Carnio 70’ D. Schiabel 74’ | mt           | 22’ Chiappini |
| Lyle 65’ | tr           | |
| Lyle 2’, 29’ | c.p.         | 26’, 55’ Menniti-Ippolito |
| · Lyle · Fou · Sgarbi · Broggin · 47’ Esposito · Faiva · 58’ Tebaldi · Trotta (c) · Nostran · 58’ Casolari · 63’ Ghigo · Galetto · 63’ Hasa · 58’ Cugini · 70’ Spagnolo | Formazioni   | · Biondelli · Spinelli 61’ · Forcucci 58’ 61’ · Gabbianelli · Guardiano · Menniti-Ippolito 56’ · Marinaro (c) 53’ 61’ · Vian · Chianucci 41’ · U. D’Onofrio · Chiappini 50’ · Stoian · Nocera 50’ · Moriconi · Zago 70’ |
| · 47’ D. Schiabel · 58’ Citton · 58’ Panozzo · 58’ Carnio · 63’ Michieletto · 63’ Pavesi · 70’ Franceschetto                                                            | Sostituzioni | · De Marchi 41’ · Fragnito 50’ · Romano 50’ · Fusco 53’ · Di Marco 56’ · Fusari 58’ 61’ · Iovenitti 70’ |
| Andrea Marcato | Allenatori   | Pasquale Presutti |